# Sciapus gemmatus
Sciapus gemmatus är en tvåvingeart som först beskrevs av Walker 1849.  Sciapus gemmatus ingår i släktet Sciapus och familjen styltflugor. Inga underarter finns listade i Catalogue of Life.